# Théorie de la séduction généralisée
La théorie de la séduction généralisée est posée par Jean Laplanche en 1987 dans son ouvrage Nouveaux fondements pour la psychanalyse.

Jean Laplanche renoue dans cette théorie avec la première « théorie de la séduction » abandonnée par Freud en 1897, en l'élargissant à une « situation anthropologique fondamentale » de séduction « originaire »  de l' infans par l'adulte pourvu d'un « inconscient ». 

## De la théorie de la séduction à la théorie de la séduction généralisée
Jean Laplanche reprend la première théorie de la séduction que Freud élabore au contact des hystériques femmes puis qu'il abandonne en 1897. Laplanche élargit la notion de « séduction » par l'autre parental à une « situation anthropologique fondamentale » de séduction « originaire »  de l'infans par l'adulte pourvu d'un « inconscient ». L'enfant doit traduire après coup les messages   donnés par ses proches ou parents: ces messages sont dits « énigmatiques » par J. Laplanche au sens où ils sont « compromis avec l'inconscient » de l'autre (adulte).

### Jonction avec Ferenczi
La théorie de J. Laplanche ajoute au texte de Ferenczi sur la "Confusion des langues" que l'inconscient parental « véhicule un sens à lui-même ignoré ».

Dans la théorie de la séduction généralisée, l'enfant (de la sexualité infantile) est le seul herméneute qui vaille aux yeux de Laplanche parce qu'il a « à traduire » les messages énigmatiques (Formulation de Laplanche) donnés par les proches ou parents, c'est-à-dire les messages « compromis avec l'inconscient » (Formulation ultérieure de Laplanche) de l'autre (adulte).

### D'une théorie à l'autre
La première « théorie de la séduction », qui fut élaborée par Freud dans les années 1895-1897, « se situe uniquement dans le domaine des psychonévroses ». Dans cette théorie apparaissaient la notion de traumatisme « en deux temps » et, avec celui-ci, le concept d'après-coup: il y avait 1) la « scène de séduction de l'enfant par un adulte »; 2) « la réactivation “après coup” de cette scène » plus tard. Dans la « théorie de la séduction généralisée », Laplanche étend « la théorie de la séduction freudienne à la genèse de l'inconscient en général »: il s'agit chez Jean Laplanche de l'inconscient comme  « refoulé ». Le « message », adressé par l'adulte à l'enfant de la sexualité infantile, est « à traduire » par celui-ci parce qu'il est « énigmatique », c'est-à-dire « compromis avec l'inconscient de l'autre (adulte) ». La « notion de traduction » donne un « modèle » du refoulement. Pour Laplanche, « l'Inconscient ne saurait être considéré comme uniquement pathologique. Il fait partie de l'humaine condition ». La « relation parent-enfant » doit à ses yeux « être considérée au-delà des particularités psychopathologiques qui se révèlent parfois dans telle relation d'abus sexuels pervers ». Entre le petit enfant et l'adulte, existe en effet « une essentielle dissymétrie »: la façon dont l'adulte, qui s'est « constitué un Inconscient », s'adresse à l'enfant, « en gestes ou en paroles, est nécessairement infiltée par cet Inconscient ». 

## Une « traduction» psychique élargie
La théorie de la séduction généralisée renoue donc du même coup avec la lettre 52/112 de Freud à Wilhelm Fliess, des débuts de la psychanalyse, sur la « traduction » psychique.

Freud évoque dans cette lettre des fueros, ou « restes inconscients » demeurés intraduits, que J. Laplanche reprend dans sa propre théorie au titre d' « "objets-sources" de la pulsion ».

La notion de « traduction » permet, selon Laplanche, « de donner du refoulement un modèle moins mécanique que le pur jeu de forces qui est proposé dans la pensée psychanalytique classique ».

### La « catégorie » de message
Laplanche introduit en psychanalyse la « catégorie » de « message » adressé à l'enfant par « l'autre » adulte que représente(nt) le(s) parent(s) ou le(s) « proche(s) » du socius : d'où la notion de « message compromis avec l'inconscient » de l'autre (adulte), que l'enfant a « à traduire ».

### À la différence de Freud
La théorie de la séduction généralisée met l'accent sur des « éléments peu présents dans la pensée de Freud »: d'une part, la notion de message, d'autre part la « priorité de l'autre adulte » émetteur du message reçu par l'enfant. La notion de « traduction » donne un « modèle » renouvelé du « refoulement ».

### Lettre 52/112 de Freud à Fliess
- Sigmund Freud, Lettres à Wilhelm Fliess 1887-1904, Édition complète, Traduit de l'allemand par Françoise Kahn et François Robert, Paris, PUF, 2006,  (ISBN 2 13 054995 0).

### Textes de Jean Laplanche
- Jean Laplanche,
  - Nouveaux fondements pour la psychanalyse. La séduction originaire, Paris, PUF, 1987,  (ISBN 2 13 040279 8) ; 2e éd. avec un Index général des "Problématiques", 1990,  (ISBN 2 13 046044 5); rééd.: PUF / Quadrige, 2008.
  - Problématiques V : Le baquet-transcendance du transfert, Paris, PUF, 1987,  (ISBN 2 13 040026 4) (Quadrige, 1998).
  - La révolution copernicienne inachevée, (Travaux 1967-1992), Paris, Aubier 1992,  (ISBN 2-7007-2166-7). Réédition : Le primat de l'autre en psychanalyse, Paris, Flammarion, 1997,  (ISBN 2-08-081390-0); rééd. sous le titre La révolution copernicienne inachevée : PUF / Quadrige, 2008.
  - Problématiques VI: L'après-coup, Paris, PUF, 2006,  (ISBN 213055519 5).
  -  Sexual. La sexualité élargie au sens freudien. 2000-2006, Paris, PUF, 2007,  (ISBN 978-2-13-055376 2).
  - « Séduction généralisée (théorie de la -) » dans Dictionnaire international de la psychanalyse (sous la direction d'Alain de Mijolla),Paris, Calmann-Lévy, 2002, Hachette-Littératures, 2005.

### Ouvrages collectifs et actes de Colloques
- Années 1990: Colloques internationaux Jean Laplanche sur la T.S.G.
- Dans: Cent ans après,  Entretiens avec P. Froté, Paris, Nrf / Gallimard, Collection "Connaissance de l'inconscient" dirigée par J.-B. Pontalis, (ISBN 2-07-075382-4).
- La séduction à l'origine. L'œuvre de Jean Laplanche, Actes Colloque de Cerisy (juillet 2014), ouvrage coordonné par Christophe Dejours et Felipe Votadoro publié avec le concours de la Fondation Jean Laplanche — Institut de France et de l'Association Psychanalytique de France, Paris, P.U.F. 2016,  (ISBN 978-2-13-073326-3)

### Articles et revues
- Article « Séduction  » dans J. Laplanche et J.-B. Pontalis,Vocabulaire de la psychanalyse, Paris, PUF,1967.
- Revue Psychiatrie française, Vol. XXXVII 3/06,novembre 2006 ; Vol. XXXVIII, Théorie de la séduction : validation, réfutation, décembre 2007.
- Laplanche, J. (1997). Freud e a sexualidade: o desvio biologizante. (L. Magalhães, Trad.) Rio de Janeiro: Jorge Zahar.
- André Green, Ilse Grubrich-Simitis, Jean Laplanche, Jean-G. Schimek et C. Chabert, C. Dejours, J.-C. Rolland, dans Libres cahiers pour la psychanalyse - Études, « Sur la théorie de la séduction », Paris, Editions In Press, 2003,  (ISBN 2-84835-008-3).
- Journées internationales Jean Laplanche des années 2000:
  - Recension des Journées de Lanzarote de 2006 in Circulo Brasileiro de Psicanalise, Revista : « Uma análise epistemológica da teoria da sedução generalizada Contribuições atuais para a cientificidade da psicanálise » par F.de Andrade e L. Palavras-Chave[5].
- Revue Psychiatrie française,  Vol. XXXVIII,  Théorie de la séduction : validation, réfutation,   Décembre   2007.
- François Auger, Hervé Bénony, « La théorie de la séduction généralisée et son corollaire, la théorie de la traduction », Évolution psychiatrique, 76(3), 2011, p. 403-418 [lire en ligne]
- Patrick Merot, « Jean Laplanche », in Alain de Mijolla (dir.), Dictionnaire international de la psychanalyse, Paris, Hachette-Littérature, Édition mise à jour 2013,  (ISBN 9782818503393) p. XIV.

### Livres et travaux de recherche
- Dominique Scarfone : Jean Laplanche, Psychanalystes d’aujourd’hui, P.U.F., 1997,  (ISBN 2130484050).
- Luiz Carlos Tarelho, Paranoïa et théorie de la séduction généralisée, Paris,  P.U.F., Collection « Voix nouvelles en psychanalyse » (dirigée par Jean Laplanche),1999.
- Mi-Kyung Yi, Herméneutique et psychanalyse, si proches... si étrangères, Paris, P.U.F. Collection « Voix nouvelles en psychanalyse » (dirigée par Jean Laplanche),2000,  (ISBN 2 13 050813 8)